# Ea Kênh
Ea Kênh là một xã thuộc huyện Krông Pắc, tỉnh Đắk Lắk, Việt Nam.
Xã Ea Kênh có diện tích 45,48 km², dân số năm 1999 là 12.433 người, mật độ dân số đạt 273 người/km².